# Peštera
Peštera (in bulgaro Пещера?) è un comune bulgaro situato nella Regione di Pazardžik di 23 990 abitanti (dati 2009). La sede comunale è nella località omonima

## Località
Il comune è formato dall'insieme delle seguenti località:
- Peštera (sede comunale)
- Kapitan Dimitrievo
- Radilovo